# Slovenské Ďarmoty
Slovenské Ďarmoty és un poble i municipi d'Eslovàquia. Es troba a la regió de Banská Bystrica.

## Història
La primera menció escrita de la vila es remunta al 1919.

## Demografia
| Godina             | 1994 | 2004   | 2014   | 2024    |
| ------------------ | ---- | ------ | ------ | ------- |
| Nombre de persones | 611  | 553    | 570    | 500     |
| Diferència         |      | −9,49% | +3,07% | −12,28% |

| Godina             | 2023 | 2024   |
| ------------------ | ---- | ------ |
| Nombre de persones | 493  | 500    |
| Diferència         |      | +1,41% |